# Оливал (Вила-Нова-де-Гайа)
Оливал (порт. Olival) — населённый пункт и район в Португалии, входит в округ Порту. Является составной частью муниципалитета Вила-Нова-де-Гайа. Находится в составе крупной городской агломерации Большой Порту. По старому административному делению входил в провинцию Дору-Литорал. Входит в экономико-статистический субрегион Большой Порту, который входит в Северный регион. Население составляет 5616 человек на 2001 год. Занимает площадь 7,96 км².
Покровителем района считается Дева Мария (порт. Nossa Senhora da Assunção).